# Italiens Grand Prix 2015
Italiens Grand Prix 2015, officiellt Formula 1 Gran Premio d'Italia 2015, var en Formel 1-tävling som hölls den 6 september 2015 på Autodromo Nazionale Monza i Monza, Italien. Det var den tolfte tävlingen av Formel 1-säsongen 2015 och kördes över 53 varv. Vinnare av loppet blev Lewis Hamilton för Mercedes, tvåa blev Sebastian Vettel för Ferrari och trea blev Felipe Massa för Williams.

## Kvalet
| KR. | Nr | Förare            | Konstruktör          | Q1        | Q2        | Q3       | Grid |
| --- | -- | ----------------- | -------------------- | --------- | --------- | -------- | ---- |
| 1   | 44 | Lewis Hamilton    | Mercedes             | 1.24,251  | 1.23,383  | 1.23,397 | 1    |
| 2   | 7  | Kimi Räikkönen    | Ferrari              | 1.24,662  | 1.23,757  | 1.23,631 | 2    |
| 3   | 5  | Sebastian Vettel  | Ferrari              | 1.24,989  | 1.23,577  | 1.23,685 | 3    |
| 4   | 6  | Nico Rosberg      | Mercedes             | 1.24,609  | 1.23,864  | 1.23,703 | 4    |
| 5   | 19 | Felipe Massa      | Williams-Mercedes    | 1.25,184  | 1.23,983  | 1.23,940 | 5    |
| 6   | 77 | Valtteri Bottas   | Williams-Mercedes    | 1.24,979  | 1.24,313  | 1.24,127 | 6    |
| 7   | 11 | Sergio Pérez      | Force India-Mercedes | 1.24,801  | 1.24,379  | 1.24,626 | 7    |
| 8   | 8  | Romain Grosjean   | Lotus-Mercedes       | 1.25,144  | 1.24,448  | 1.25,054 | 8    |
| 9   | 27 | Nico Hülkenberg   | Force India-Mercedes | 1.24,937  | 1.24,510  | 1.25,317 | 9    |
| 10  | 9  | Marcus Ericsson   | Sauber-Ferrari       | 1.25,122  | 1.24,457  | 1.26,214 | 12   |
| 11  | 13 | Pastor Maldonado  | Lotus-Mercedes       | 1.25,429  | 1.24,525  |          | 10   |
| 12  | 12 | Felipe Nasr       | Sauber-Ferrari       | 1.25,121  | 1.24,898  |          | 11   |
| 13  | 55 | Carlos Sainz, Jr. | Toro Rosso-Renault   | 1.25,410  | 1.25,618  |          | 17   |
| 14  | 26 | Daniil Kvyat      | Red Bull-Renault     | 1.25,742  | 1.25,796  |          | 18   |
| 15  | 3  | Daniel Ricciardo  | Red Bull-Renault     | 1.25,633  | Ingen tid |          | 19   |
| 16  | 22 | Jenson Button     | McLaren-Honda        | 1.26,058  |           |          | 15   |
| 17  | 14 | Fernando Alonso   | McLaren-Honda        | 1.26,154  |           |          | 16   |
| 18  | 28 | Will Stevens      | Marussia-Ferrari     | 1.27,731  |           |          | 13   |
| 19  | 98 | Roberto Merhi     | Marussia-Ferrari     | 1.27,912  |           |          | 14   |
| NC  | 33 | Max Verstappen    | Toro Rosso-Renault   | Ingen tid |           |          | 20   |

| Vidare från första kvalrundan ▬▬ Vidare från andra kvalrundan ▬▬ |

Noteringar
1. ↑  Marcus Ericsson fick tre platsers nedflyttning för att ha hindrat Nico Hülkenberg under kvalet, men förlorade bara två platser på grund av Sainz bestraffning.[1]
2. ↑  Carlos Sainz, Jr. fick 35 platsers nedflyttning för att ha gjort diverse otillåtna byten på komponenter i kraftenheten.[1]
3. ↑  Daniil Kvyat fick 35 platsers nedflyttning för att ha gjort diverse otillåtna byten på komponenter i kraftenheten.[1]
4. ↑  Daniel Ricciardo fick 50 platsers nedflyttning för att ha gjort diverse otillåtna byten på komponenter i kraftenheten.[1]
5. ↑  Jenson Button fick fem platsers nedflyttning för ett otillåtet motorbyte.[1]
6. ↑  Fernando Alonso fick tio platsers nedflyttning för ett otillåtet motorbyte.[1]
7. ↑  Max Verstappen fick 30 platsers nedflyttning för att ha gjort diverse otillåtna byten på komponenter i kraftenheten.[1] Han fick även ett drive-through-straff för att delar av bilen lossnat under kvalet.[2]

## Loppet
| Pos. | Nr | Förare            | Konstruktör          | Varv | Tid             | Grid | P  |
| ---- | -- | ----------------- | -------------------- | ---- | --------------- | ---- | -- |
| 1    | 44 | Lewis Hamilton    | Mercedes             | 53   | 1.18:00,688     | 1    | 25 |
| 2    | 5  | Sebastian Vettel  | Ferrari              | 53   | +25,042         | 3    | 18 |
| 3    | 19 | Felipe Massa      | Williams-Mercedes    | 53   | +47,635         | 5    | 15 |
| 4    | 77 | Valtteri Bottas   | Williams-Mercedes    | 53   | +47,996         | 6    | 12 |
| 5    | 7  | Kimi Räikkönen    | Ferrari              | 53   | +1.08,860       | 2    | 10 |
| 6    | 11 | Sergio Pérez      | Force India-Mercedes | 53   | +1.12,783       | 7    | 8  |
| 7    | 27 | Nico Hülkenberg   | Force India-Mercedes | 52   | + 1 varv        | 9    | 6  |
| 8    | 3  | Daniel Ricciardo  | Red Bull-Renault     | 52   | + 1 varv        | 19   | 4  |
| 9    | 9  | Marcus Ericsson   | Sauber-Ferrari       | 52   | + 1 varv        | 12   | 2  |
| 10   | 26 | Daniil Kvyat      | Red Bull-Renault     | 52   | + 1 varv        | 18   | 1  |
| 11   | 55 | Carlos Sainz, Jr. | Toro Rosso-Renault   | 52   | + 1 varv        | 17   |    |
| 12   | 33 | Max Verstappen    | Toro Rosso-Renault   | 52   | + 1 varv        | 20   |    |
| 13   | 12 | Felipe Nasr       | Sauber-Ferrari       | 52   | + 1 varv        | 11   |    |
| 14   | 22 | Jenson Button     | McLaren-Honda        | 52   | + 1 varv        | 15   |    |
| 15   | 28 | Will Stevens      | Marussia-Ferrari     | 51   | + 2 varv        | 13   |    |
| 16   | 98 | Roberto Merhi     | Marussia-Ferrari     | 51   | + 2 varv        | 14   |    |
| 17†  | 6  | Nico Rosberg      | Mercedes             | 50   | Kraftenhet      | 4    |    |
| 18†  | 14 | Fernando Alonso   | McLaren-Honda        | 47   | Elektronik      | 16   |    |
| Ret  | 8  | Romain Grosjean   | Lotus-Mercedes       | 1    | Hjulupphängning | 8    |    |
| Ret  | 13 | Pastor Maldonado  | Lotus-Mercedes       | 1    | Skada           | 10   |    |

| Förare och stall som tog poäng ▬▬ |

## Ställning efter loppet
|     | Pos. | Förare           | Poäng |
| --- | ---- | ---------------- | ----- |
| ▬   | 1    | Lewis Hamilton   | 252   |
| ▬   | 2    | Nico Rosberg     | 199   |
| ▬   | 3    | Sebastian Vettel | 178   |
| ▲ 1 | 4    | Felipe Massa     | 97    |
| ▼ 1 | 5    | Kimi Räikkönen   | 92    |

|     | Pos. | Konstruktör          | Poäng |
| --- | ---- | -------------------- | ----- |
| ▬   | 1    | Mercedes             | 451   |
| ▬   | 2    | Ferrari              | 270   |
| ▬   | 3    | Williams-Mercedes    | 188   |
| ▬   | 4    | Red Bull-Renault     | 113   |
| ▲ 1 | 5    | Force India-Mercedes | 63    |

- Notering: Endast de fem bästa placeringarna i vardera mästerskap finns med på listorna.